# William Dunbar (Dichter)
William Dunbar war ein schottischer Dichter des 15. und frühen 16. Jahrhunderts (um 1460 bis um 1520) und wurde zu den Makars gezählt.

## Leben
Sein genaues Geburts- und Todesjahr sind nicht bekannt. Da er 1474 an der University of St. Andrews zu studieren begann (und daher mindestens 14 Jahre alt sein musste), ist er 1459 oder 1460 geboren. 1479 erhielt er seinen Magister artium. Er war wohl von vornehmer Abstammung (aus dem Haus Dunbar). Für seine weitere Lebensgeschichte wird häufig auf seine Dichtung zurückgegriffen, besonders ein literarisches Dichter-Duell (Flyting), das er sich mit Walter Kennedy um 1492 lieferte. Er konnte Französisch und war möglicherweise in Frankreich. 1492 war er vielleicht als Sekretär und Priester auf diplomatischer Mission in Dänemark, wobei das Schiff nach Norwegen abgetrieben wurde. 1500 bis 1513 ist er am Hof von König  Jakob IV. nachgewiesen. Er wird in den Zahlungslisten des Hofs zuerst 1500 erwähnt, als er eine Pension erhielt. Wahrscheinlich hatte er eine kirchliche Funktion, denn es gab keinen Hofdichter. Dass er Priester war, ist in den Dokumenten nachgewiesen (1504 erhielt er Geld für seine erste Messe am Hof und in einem Rechtsdokument von 1509 wird er Kaplan genannt). 1511 begleitete er die Königin nach Aberdeen auf einer Reise in den Norden Schottlands und beschreibt den Einzug in einem Gedicht. 1513 fiel der König in der Schlacht (verbunden mit einer Lücke in den Hofberichten von 1513 bis 1515). Dunbar scheint ihn aber überlebt zu haben, da einige Gedichte ihm mit einiger Wahrscheinlichkeit zugeschrieben werden konnten, die nach 1513 entstanden (eines 1517). Nach David Lyndsay (Testament of Papyngo) ist er 1530 tot.

## Werk
Von ihm stammen rund 80 kürzere Gedichte in Mittel-Schottisch (von latinisierter Sprache der Gebildeten bis zu Umgangssprache und Vulgaritäten), darunter The Flyting, Dance of the seven deadly sins, The Golden Targe (Der Goldene Schild). Vielfach sind sie thematisch mit dem Hof von Jakob IV. verbunden (so The Thrissill and the Roies (Die Distel und die Rose), eines seiner längsten Gedichte zur Hochzeit von Jakob IV mit Margaret Tudor 1503). Einige sind kurze Petitions- bzw. Bettelgedichte an den König, einige sind satirische Anspielungen auf Personen des Hofs wie den Hofarzt und Alchemisten John Damian. Wie andere Dichter der schottischen Renaissance ist er von Geoffrey Chaucer geprägt.
Eines seiner bekanntesten Gedichte, The Golden Targe, handelt vom Versagen der Vernunft, mit ihrem goldenen Schild einen Träumenden vor der Gewalt von Venus zu schützen. Vermischt ist dies mit Reflexionen über die Schwierigkeit allegorischer Dichtkunst. The Flyting (mit Angriffen auf Kennedy, der gälischen Hintergrund hatte) und sein satirisches Traumgedicht The dance of the seven deadly sins, der einen Karnevalsumzug in der Hölle beschreibt (und in dem er sich über die Highland-Schotten lustig macht), sind Frühwerke (etwa 1491 bis 1493).
Im satirischen The Dregy of Dunbar angelehnt an eine lateinische Totenmesse, vergleicht er sein glückliches Leben am Hof in Edinburgh mit der Abtei der Franziskaner in Stirling, in der der König zur Buße weilte.
Sein längstes (und erstes gedrucktes) Gedicht ist The Tretis of the Tua Maritt Wemen and the Wedo (Die Unterredung der zwei verheirateten Frauen und der Witwe), in der ein Mann (der Erzähler) die Gespräche von zwei hochgestellten adligen Damen und einer zweifachen Witwe in der Mittsommernacht belauscht, die sich ziemlich frei über ihre Ehen unterhalten. Dabei parodierte er auch verschiedene Stile höfischer französischer Dichtung.
Es gibt von ihm persönliche Gedichte wie über die Tristesse des Winters oder über den Tod (Timor mortis conturbat me, so der lateinische Refrain). Wenige Gedichte sind religiösen Themen gewidmet (wie Surrexit dominus de sepulchro, nach dem lateinischen Refrain, über die Auferstehung Christi, der wie ein Krieger in die Hölle hinabsteigt und Satan besiegt).
Sein Lament for the Makars (1500 bis 1506), Trauergedicht auf die Dichter, ist eine Quelle für die schottische Literaturgeschichte.
Bald nach Einführung des Buchdrucks in Edinburgh wurden 1508 seine ersten Gedichte gedruckt.

## Sonstiges
Ihm wird der früheste literarische Nachweis des Wortes Fuck zugeschrieben in seinem Gedicht In Secreit Place (auch: Brash of Wowing) von 1503.

## Werkausgaben
- John Small (Hrsg.): The Poems of William Dunbar. 3 Bände,  Scottish Text Society, 2, 4, 16, 21, 29, Blackwood, Edinburgh 1884–1889
- James Kinsley (Hrsg.): The Poems of William Dunbar. Clarendon Press, Oxford 1979
- Jakob Schipper (Hrsg.): The Poems of William Dunbar. 5 Bände, Akademie der Wissenschaften Wien, 1891 bis 1894
- W. Mackay Mackenzie (Hrsg.): The Poems of William Dunbar. Faber & Faber, London 1932; korrigierter Nachdruck von Bruce Dickins, 1960